# UNCAF Nations Cup 2001
The UNCAF Nations Cup 2001 was de 6e editie van de UNCAF Nations Cup, het voetbaltoernooi dat gehouden wordt voor leden van de UNCAF. De eerste 3 landen plaatsen zich voor de CONCACAF Gold Cup 2002. De nummer 4 plaatst zich voor de Play Off tegen de nummer 4 van de Caribbean Cup 2001.  Het toernooi zou worden gehouden in Honduras en Guatemala zou voor de eerste keer het toernooi winnen.

## Deelnemende landen
7 landen van de UNCAF namen deel.
| Groep A     | Groep A | Groep A                  | Groep B    | Groep B | Groep B                    |
| Land        | Aantal  | Beste resultaat          | Land       | Aantal  | Beste resultaat            |
| ----------- | ------- | ------------------------ | ---------- | ------- | -------------------------- |
| El Salvador | 6e      | Derde (1991, 1995, 1997) | Belize     | 3e      | groepsfase (1995, 1999)    |
| Honduras    | 6e      | Winnaar (1993, 1995)     | Costa Rica | 6e      | Winnaar (1991, 1997, 1999) |
| Nicaragua   | 3e      | groepsfase (1997, 1999)  | Guatemala  | 5e      | Tweede (1993, 1997, 1999)  |
| Panama      | 4e      | Derde (1993)             |            |         |                            |

## Speelsteden
| Puerto Cortés                                       | San Pedro Sula |
| --------------------------------------------------- | -------------- |
| · Puerto Cortés San Pedro Sula Tegucigalpa La Ceiba |                |
| Tegucigalpa                                         | La Ceiba       |

## Groepsfase

### Groep A
| Team        | Gsp | GW | G | V | DV | DT | DS  | Ptn |
| ----------- | --- | -- | - | - | -- | -- | --- | --- |
| El Salvador | 3   | 2  | 1 | 0 | 6  | 2  | +4  | 7   |
| Panama      | 3   | 2  | 0 | 1 | 9  | 3  | +6  | 6   |
| Honduras    | 3   | 1  | 1 | 1 | 12 | 5  | +7  | 4   |
| Nicaragua   | 3   | 0  | 0 | 3 | 2  | 19 | –17 | 0   |

|                                |                  |       |                                             |                         |
| 23 mei 2001 «onderlinge duels» | Honduras         | 1 – 2 | Panama                                      | Puerto Cortés, Honduras |
| 23 mei 2001 «onderlinge duels» | Milton Núñez 45' |       | Julio Dely Valdés 35' Jorge Dely Valdés 68' | Puerto Cortés, Honduras |

|                                |           |                                           |             |                          |
| 23 mei 2001 «onderlinge duels» | Nicaragua | 0 – 3                                     | El Salvador | San Pedro Sula, Honduras |
| 23 mei 2001 «onderlinge duels» |           | Jorge Rodríguez 1', 37' Fredy González 2' |             | San Pedro Sula, Honduras |

|                                |                       |       |                                       |                       |
| 25 mei 2001 «onderlinge duels» | Panama                | 1 – 2 | El Salvador                           | Tegucigalpa, Honduras |
| 25 mei 2001 «onderlinge duels» | Jorge Dely Valdes 90' |       | Rudis Corrales 58' Héctor Canjura 81' | Tegucigalpa, Honduras |

|                                |                                            |        | |                       |
| 25 mei 2001 «onderlinge duels» | Nicaragua                                  | 2 – 10 | Honduras | Tegucigalpa, Honduras |
| 25 mei 2001 «onderlinge duels» | Víctor Webster 12' José María Bermúdez 86' |        | Iván Guerrero 22' Carlos Pavón 24', 33', 82' Jaime Rosales 38' David Solórzano 54' (e.d.) Milton Núñez 72', 80' Jairo Martínez 75', 76' | Tegucigalpa, Honduras |

|                                | |       |           |                         |
| 27 mei 2001 «onderlinge duels» | Panama                                                                                             | 6 – 0 | Nicaragua | Puerto Cortés, Honduras |
| 27 mei 2001 «onderlinge duels» | Jorge Dely Valdes 27', 30', 68' Juan Carlos Cubilla 42' Julio Dely Valdes 54' Alfredo Anderson 83' |       |           | Puerto Cortés, Honduras |

|                                |                    |       |                   |                          |
| 27 mei 2001 «onderlinge duels» | Honduras           | 1 – 1 | El Salvador       | San Pedro Sula, Honduras |
| 27 mei 2001 «onderlinge duels» | Danilo Turcios 41' |       | Deris Umanzor 90' | San Pedro Sula, Honduras |

### Groep B
| Team       | Gsp | GW | G | V | DV | DT | DS | Ptn |
| ---------- | --- | -- | - | - | -- | -- | -- | --- |
| Costa Rica | 2   | 1  | 1 | 0 | 5  | 1  | +4 | 4   |
| Guatemala  | 2   | 0  | 2 | 0 | 4  | 4  | 0  | 2   |
| Belize     | 2   | 0  | 1 | 1 | 3  | 7  | –4 | 1   |

|                                |                                                     |       |        |                          |
| 23 mei 2001 «onderlinge duels» | Costa Rica                                          | 4 – 0 | Belize | San Pedro Sula, Honduras |
| 23 mei 2001 «onderlinge duels» | Rolando Fonseca 27' (pen.), 37', 85' Luis Marín 58' |       |        | San Pedro Sula, Honduras |

|                                |                                              |       |                                      |                    |
| 25 mei 2001 «onderlinge duels» | Guatemala                                    | 3 – 3 | Belize                               | La Ceiba, Honduras |
| 25 mei 2001 «onderlinge duels» | Denis Chen 23' Freddy García 26', 85' (pen.) |       | Dion Frazer 34', 44' Mark Leslie 59' | La Ceiba, Honduras |

|                                |                  |       |                          |                          |
| 27 mei 2001 «onderlinge duels» | Costa Rica       | 1 – 1 | Guatemala                | San Pedro Sula, Honduras |
| 27 mei 2001 «onderlinge duels» | Andrés Núñez 45' |       | Mario Acevedo 70' (pen.) | San Pedro Sula, Honduras |

## Finaleronde
| Betekenis van de kleuren                          |
| ------------------------------------------------- |
| Kampioen geplaatst voor de CONCACAF Gold Cup 2002 |
| Geplaatst voor de CONCACAF Gold Cup 2002          |
| Geplaatst voor de Gold Cup 2002 Play-off          |

| Team        | Gsp | GW | G | V | DV | DT | DS | Ptn |
| ----------- | --- | -- | - | - | -- | -- | -- | --- |
| Guatemala   | 3   | 2  | 1 | 0 | 5  | 1  | +4 | 7   |
| Costa Rica  | 3   | 1  | 1 | 1 | 3  | 4  | –1 | 4   |
| El Salvador | 3   | 0  | 3 | 0 | 2  | 2  | 0  | 3   |
| Panama      | 3   | 0  | 1 | 2 | 3  | 6  | –3 | 1   |

|                                |                  |       |                                          |                          |
| 30 mei 2001 «onderlinge duels» | Panama           | 1 – 2 | Costa Rica                               | San Pedro Sula, Honduras |
| 30 mei 2001 «onderlinge duels» | Rónald Gómez 42' |       | Walter Centeno 84' Julio Dely Valdes 46' | San Pedro Sula, Honduras |

|                                |           |       |             |                          |
| 30 mei 2001 «onderlinge duels» | Guatemala | 0 – 0 | El Salvador | San Pedro Sula, Honduras |
| 30 mei 2001 «onderlinge duels» |           |       |             | San Pedro Sula, Honduras |

|                                |                      |       |                       |                       |
| 1 juni 2001 «onderlinge duels» | Panama               | 1 – 1 | El Salvador           | Tegucigalpa, Honduras |
| 1 juni 2001 «onderlinge duels» | Alfredo Anderson 80' |       | Francisco Ramírez 11' | Tegucigalpa, Honduras |

|                                |            |                                         |           |                       |
| 1 juni 2001 «onderlinge duels» | Costa Rica | 0 – 2                                   | Guatemala | Tegucigalpa, Honduras |
| 1 juni 2001 «onderlinge duels» |            | Dwight Pezzarossi 1' Walter Estrada 51' |           | Tegucigalpa, Honduras |

|                                |                                                           |       |                       |                          |
| 3 juni 2001 «onderlinge duels» | Guatemala                                                 | 3 – 1 | Panama                | San Pedro Sula, Honduras |
| 3 juni 2001 «onderlinge duels» | Dwight Pezzarossi 15' Mario Acevedo 33' Freddy García 89' |       | Jorge Dely Valdes 67' | San Pedro Sula, Honduras |

|                                |                    |       |                    |                          |
| 3 juni 2001 «onderlinge duels» | Costa Rica         | 1 – 1 | El Salvador        | San Pedro Sula, Honduras |
| 3 juni 2001 «onderlinge duels» | Walter Centeno 50' |       | Josué Galdámez 40' | San Pedro Sula, Honduras |

| Kampioen UNCAF Nations Cup 2001 |
| ------------------------------- |
|                                 |
| GUATEMALA 1e titel              |